# Dieter Schwarz
Dieter Schwarz (Heilbronn, 24 settembre 1939) è un imprenditore tedesco, proprietario dello Schwarz Gruppe, nonché ex presidente e amministratore delegato della catena di supermercati Lidl e della catena di ipermercati Kaufland.
Miliardario, secondo la rivista Forbes il suo patrimonio è stimato nel 2024 in 38 miliardi di dollari, il che lo pone al 1° posto nella lista dei tedeschi più ricchi e al 37° in quella mondiale.

## Biografia
Schwarz è il figlio di Josef Schwarz (1903-1977), che nel 1930 entrò a far parte della Heilbronn Lidl & Co. Südfrüchtenhandlung come socio accomandatario. L'azienda è stata rinominata Lidl & Schwarz KG e si è rapidamente espansa fino a diventare un grossista di prodotti alimentari per la regione di Heilbronn-Franconia.
Dopo il diploma di scuola superiore, dal 1958 al 1960 Dieter Schwarz ha svolto un apprendistato commerciale presso la Lidl & Schwarz KG, che all'epoca era gestita da suo padre in qualità di amministratore unico. Nel 1963 il figlio divenne socio personalmente responsabile della Lidl & Schwarz KG.

### Fondazione del gruppo di discount Lidl (1973)
Nel 1973 Dieter Schwarz entrò nell'azienda "Lidl & Schwarz KG" di suo padre Josef Schwarz e aprì, a  Ludwigshafen am Rhein in Mundenheimer Straße, il primo supermercato discount dell'azienda, ispirato dai fratelli Albrecht. Poiché non poteva facilmente adottare il nome Lidl per motivi legali (avrebbe dovuto entrare in conflitto con altri com-proprietari), si è assicurato legalmente acquistando i diritti di denominazione dall'insegnante di scuola professionale e pittore in pensione Ludwig Lidl per 1000 DM.  Dopo l'espansione di Lidl in Germania, nel 1988 è iniziato l'ingresso di Lidl nel mercato in altre parti d'Europa.
Nel 2022 c'erano circa 12.000 negozi Lidl in Europa e negli Stati Uniti. Ciò ha reso Lidl il più grande gruppo di discount al mondo in termini di numero di negozi. 

### Fondazione della catena di supermercati Kaufland (1984)
Nel 1968, Dieter Schwarz e suo padre aprirono il primo supermercato con il nome di Handelshof nella città sveva di Backnang. Nel 1984 è stato aperto il primo supermercato a Neckarsulm con l'allora nuovo nome Kaufland. Tutti i supermercati Handelshof sono stati rinominati supermercati Kaufland. Dopo la caduta del muro di Berlino nella DDR nel 1989/90, il Kaufland si espanse massicciamente negli stati della Germania orientale.. Inizialmente, l'aspetto era in parte come un cantiere commerciale (ad esempio a Freiberg/Sa, Leipziger Str.). Il primo supermercato Kaufland della Germania dell'Est è stato aperto a Meissen nel 1990. Col tempo Kaufland è diventato il leader di mercato nel segmento dei supermercati nei nuovi stati federali. Nel 1998 è stato aperto il primo negozio Kaufland all'estero a Kladno, nella Repubblica Ceca. Kaufland gestisce altri negozi nei paesi dell'Europa centrale e orientale. 
Nel 2020 i supermercati Kaufland in Europa erano oltre 1470. 

### Il Gruppo Schwarz
Dopo la morte del padre, avvenuta nel 1977 a 76 anni, prese il controllo della catena di discount. È diventato amministratore delegato per passare quasi subito l'incarico a  Klaus Gehrig, ha suddiviso le attività dell'azienda nell'area dei discount (piccole aree) sotto il nome di Lidl e nell'area dei negozi full-range (grandi aree) con il nome Kaufland e ha ampliato l'attività al di fuori della Germania.
Con il suo ritiro dalla direzione dell'azienda, Dieter Schwarz ha trasferito la sua quota alla Fondazione Dieter Schwarz, il cui scopo è, tra l'altro, la promozione della scienza e della ricerca, dell'arte e della cultura, ad esempio l'Heilbronn Experimenta.
Dopo il pensionamento di Schwarz nel 2004, Klaus Gehrig è stato l'unico socio accomandatario di Schwarz Unternehmenstreuhand KG e quindi a capo del Gruppo Schwarz fino all'inizio di luglio 2021.
Il Gruppo Schwarz è dal 2020 il più grande gruppo di vendita al dettaglio in Europa in termini di fatturato annuo e impiega circa 429.000 persone.
Dopo le dimissioni di Klaus Gehrig all'inizio di luglio 2021, Dieter Schwarz ha ripreso brevemente la direzione dell'azienda fino all'inizio di dicembre 2021 per poi passarla al precedente capo di Lidl, Gerd Chrzanowski.

## Vita privata
Schwarz è sposato con Franziska Schwarz (nata Weipert) dal 1963. La coppia vive a Heilbronn e ha due figlie, Regine Schwarz (nata nel 1965) e Monika verh. Römer.  Dieter Schwarz è membro di una congregazione della Chiesa Evangelica Libera.